# Tân Dân, Khoái Châu
Tân Dân là một xã thuộc huyện Khoái Châu, tỉnh Hưng Yên, Việt Nam.

## Địa lý
Xã Tân Dân nằm cách huyện lỵ Khoái Châu 2,5 km về phía đông bắc, có vị trí địa lý:
- Phía đông và phía bắc giáp huyện Yên Mỹ.
- Phía tây giáp xã Dạ Trạch và xã An Vĩ và xã Ông Đình.
- Phía nam giáp xã Dân Tiến.

Xã Tân Dân có diện tích 10,61 km², dân số năm 1999 là 13.205 người, mật độ dân số đạt 1.245 người/km².

## Hành chính
Xã Tân Dân được chia thành 7 thôn: An Dân, Bãi Sậy 1, Bãi Sậy 2, Bãi Sậy 3, Bình Dân, Dương Trạch, Thọ Bình.

## Lịch sử
Trước đây, Tân Dân là một xã thuộc huyện Châu Giang cũ.
Ngày 24 tháng 7 năm 1999, Chính phủ ban hành Nghị định số 60/1999/NĐ-CP về việc chuyển xã Tân Dân thuộc huyện Châu Giang cũ chuyển về huyện Khoái Châu mới tái lập quản lý.